# Mošnička
Mošnička (perigynium) je zvláštní typ plodu vyskytující se u rostlin z rodu ostřice (Carex s.l.). Jedná se vlastně o nažku zcela zabalenou v plevě. Někdy je tato pleva nazývána obecnějším termínem listen. Mošničky jsou uspořádány vždy v plodenstvích, kláscích, každá mošnička je podepřena plevou (pro kterou někteří autoři také používají obecnější termín listen). Vlastnosti mošničky patří k nejdůležitějším znakům, podle kterého se určují jednotlivé druhy velmi početného rodu ostřice. Na vrcholu mošnička vybíhá v zobánek, který může být velmi krátký (nebo skoro chybět), ale jindy je výrazný, na vrcholu dvouzubý. Mošničky mohou být na povrchu lysé, ale u některých druhů jsou pýřité nebo chlupaté.

## Příklady

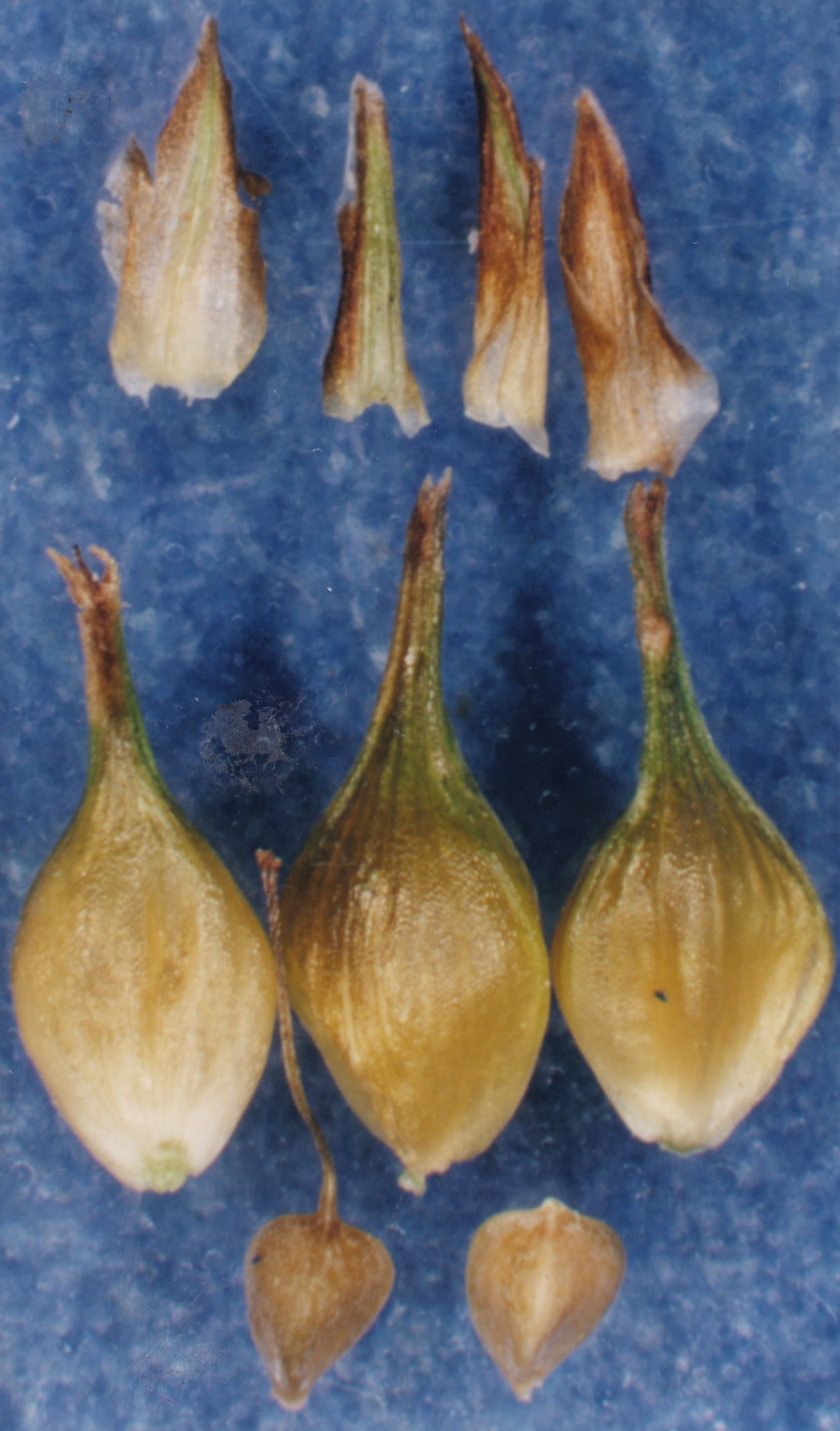
Mošničky ostřice rusé Carex flava s. str.)
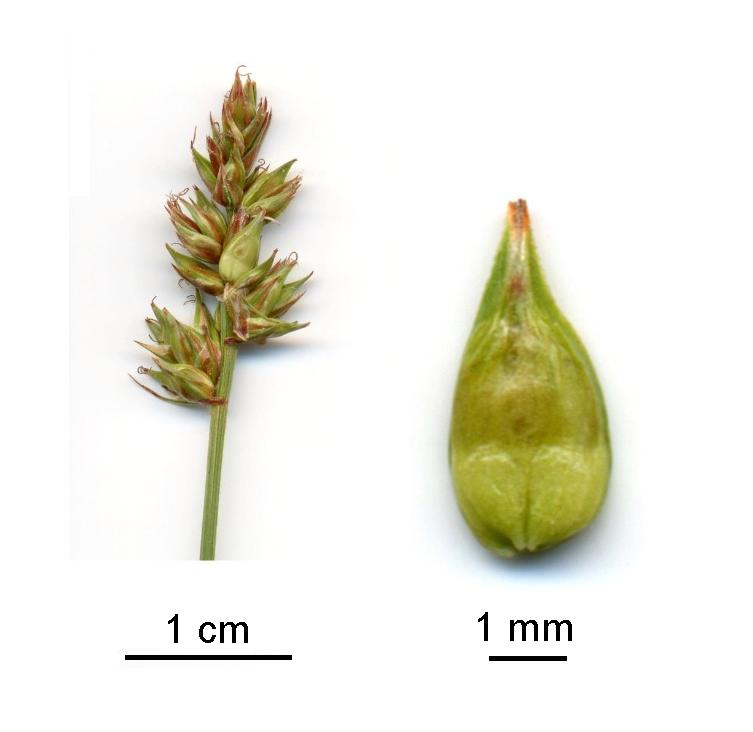
Mošnička ostřice klasnaté Carex contigua - vpravo)
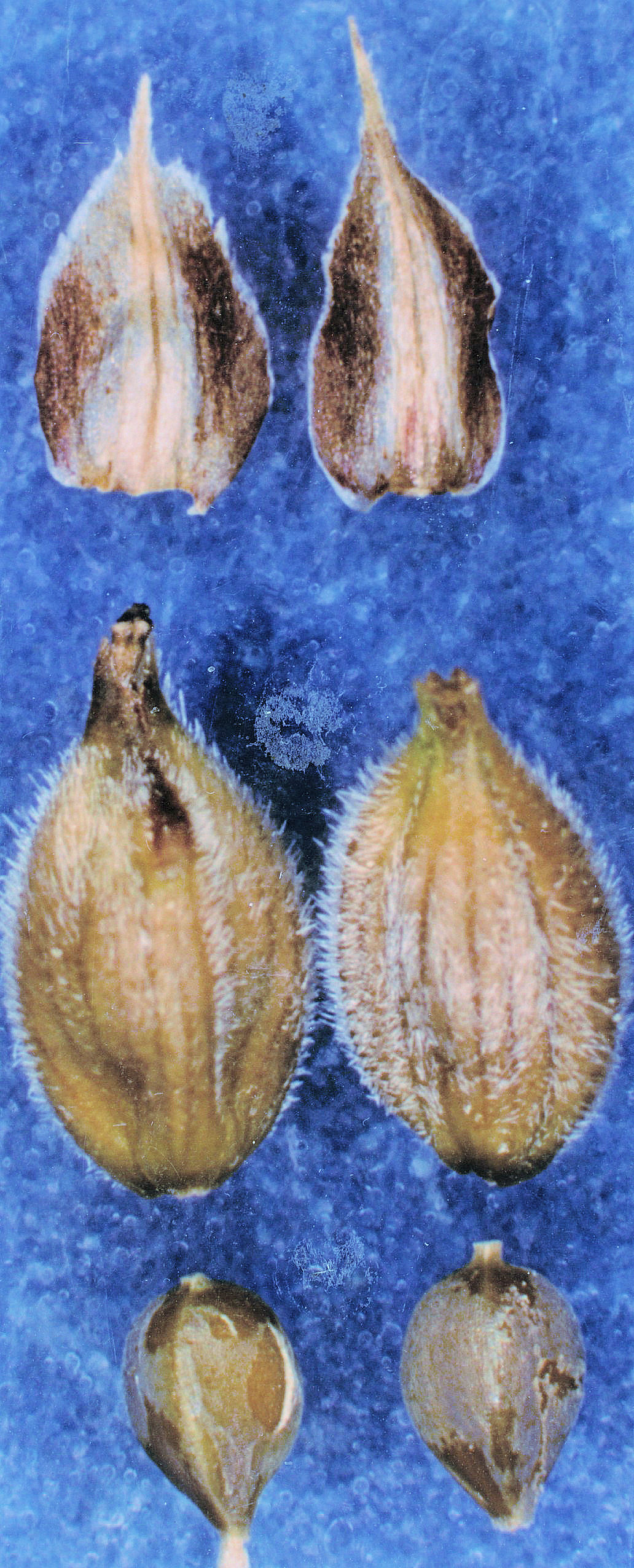
Mošnička ostřice plstnatoplodé Carex lasiocarpa - pár uprostřed)